# ويليام بريدي كريستنسن
ويليام بريدي كريستنسن (بالنرويجية البوكمول: William Brede Kristensen)‏ هو بروفيسور ومؤرخ نرويجي، ولد في 21 يونيو 1867 في كريستيانساند في النرويج، وتوفي في 25 سبتمبر 1953 في لايدن في هولندا.

## وصلات خارجية
- ويليام بريدي كريستنسن على موقع الموسوعة البريطانية (الإنجليزية)